# Roger Ascham
Roger Ascham (/'æskəm/; ur. ok. 1514/15 w Kirby Wiske w Anglii, zm. 30 grudnia 1568) – angielski uczony i pisarz dydaktyczny, znany ze swojego stylu prozy, promowania języka narodowego i teorii edukacji. Służył na dworze Edwarda VI, Marii I i Elżbiety I, a wcześniej w latach 1548–1550 był nauczycielem greki i łaciny Elżbiety. Autor dzieła Toksofilos, uznawanego za pierwszy podręcznik łucznictwa po angielsku.

## Życiorys
Ascham urodził się jako trzeci syn Johna Aschama, namiestnika barona Scrope z Bolton. Nazwisko rodziny pochodzi od wsi Askham w pobliżu Yorku. Przypuszcza się, że jego matka Margaret pochodziła z rodziny Conyers. Braćmi Rogera byli starsi od niego Thomas i John, podczas gdy Anthony był najmłodszym synem w rodzinie. Te i inne informacje dotyczące młodości Aschama pochodzą od jego bliskiego przyjaciela Edwarda Granta (1540–1601), kierownika Royal College of St. Peter w Westminster, znanego jako Westminster School, który zebrał i zredagował listy Aschama oraz wygłosił w 1576 roku panegiryczną orację na temat jego życia.
Ascham kształcił się prywatnie w domu adwokata Sir Humphreya Wingfielda, który fundował naukę dzieciom z okolicznych rodzin. Jego ulubionym sportem było łucznictwo, które uprawiał już u Wingfielda.
Po edukacji domowej Ascham, mając około piętnastu lat (ok. 1530), został wysłany do St John's College w Cambridge, gdzie poświęcił się nauce greki, która ówcześnie przeżywała swój renesans. Mimo że nie znał zbytnio tego języka, Ascham zaczął dawać wykłady i uczyć innych studentów. Wierzył, że najlepszym sposobem na naukę języka jest nauczanie go. Ascham na uniwersytecie był chwalony za zachęcanie do nauki greki, w szczególności przez kolegę ze studiów Roberta Pembera, który wysoko cenił wykłady Aschama i jego metodę nauczania. Później Ascham został wyznaczony przez uniwersytet do odczytów po grecku w szkołach otwartych, za co otrzymywał wynagrodzenie w postaci honorowych stypendiów. Było to ważne wydarzenie dla Aschama, ponieważ w tym czasie na uniwersytecie nie było uznanego wykładowcy języka greckiego. W trakcie pracy znalazł się pod wpływem Johna Cheke'a. Jego przewodnikiem i przyjacielem pozostał Robert Pember.
W latach 1534–35 został licencjatem i przyjęto go w poczet członków (fellow) St John’s College. Tytuł magistra uzyskał 3 lipca 1537 roku. Przez pewien czas przebywał w Cambridge, przyjmując uczniów, wśród których był William Grindal, który w 1544 roku został wychowawcą księżniczki Elżbiety.
Grindal zmarł w styczniu 1548 roku. Ascham, wówczas jeden z najzdolniejszych uczonych w grece w Anglii, już wcześniej korespondował z księżniczką. W jednym z listów do Kat Ashley, guwernantki Elżbiety, Aschama wysłał jej nowe srebrne pióro, a także zwrócił pióro, które zreperował dla księżniczki Elżbiety. Załączył także zbiór modlitw oraz książkę po włosku dla księżniczki. Za pośrednictwem znajomych i na życzenie czternastoletniej księżniczki został wybrany na jej wychowawcę, ubiegając innego kandydata, również o nazwisku Grindal, na którego wybór naciskali książę Seymour i królowa Katarzyna Parr. Ascham zaczął uczyć Elżbietę greki i łaciny w 1548 roku, głównie w Cheshunt, gdzie pracował przez dwa lata.
W 1550 roku Ascham po bliżej nieokreślonej kłótni na królewskim dworze wrócił do Cambridge. Tam Cheke poinformował go, że został powołany na sekretarza Richarda Morrisona (Morysona), mianowanego ambasadorem przy Karolu V. W drodze do Morrisona, Ascham odwiedził w Bradgate Joannę Grey, gdzie zastał ją czytającą Fedona Platona, podczas gdy wszyscy inni byli na polowaniu. To ostatnie spotkanie między dwojgiem było inspiracją dla wielu malarzy i pisarzy jako podniosły, romantyczny moment.
Ascham służył na stanowisku sekretarza przez kilka lat, dużo podróżując po kontynencie europejskim. Przez cztery lub pięć dni w tygodniu czytał grekę z ambasadorem Morrisonem. Listy Aschama z czasów pracy w ambasadzie w 1553 roku, która została zlikwidowana po wstąpieniu Marii I na tron, zostały później opublikowane jako Report and Discourse on Germany (pol. Raporty i rozważania o Niemczech). Dzieło, które prawdopodobnie było historią zawirowań politycznych w Niemczech w latach pięćdziesiątych XVI wieku, jest niekompletne. Domniema się, że części zostały utracone, uszkodzone albo niedokończone.
Następnie Aschama mianowano na łacińskiego sekretarza Marii I, a po jej śmierci Elżbiety I, którą to funkcję sprawował do swojej śmierci. Jego wpływ na Elżbietę sugeruje fakt, że do końca życia pisała ona wiersze, a po śmierci uczonego wyraziła głęboki smutek po jego stracie.
1 czerwca 1554 roku Ascham poślubił Margaret Harleston z South Ockendon w Essex, córkę Sir Clementa Harlestona. Miał z nią co najmniej czterech synów i trzy córki. Ascham nie był bogatym człowiekiem, a poślubiając Margaret, musiał zrezygnować zarówno ze stanowiska wykładowcy greki w college’u, jak i funkcji mówcy publicznego na uniwersytecie. Sama Margaret wniosła bardzo niewielki posag, co skłoniło Aschama do szukania pomocy majątkowej wykorzystując kontakty, które nawiązał przez lata. Jego relacje z kardynałem Reginaldem Polem doprowadziły do uzyskania od królowej dzierżawy zwrotnej posiadłości Salisbury Hall w Walthamstow, należącej niegdyś do rodziny Pole’a.
Ascham zachorował 23 grudnia 1568 roku, kończąc właśnie wiersz dziękczynny za błogosławieństwa, jakimi królowa Elżbieta I obdarzyła Anglię podczas swoich rządów. Po raz ostatni wyspowiadał się u proboszcza parafii St Sepulchre-without-Newgate. Zmarł 30 grudnia 1568 roku, najprawdopodobniej na malarię, a został pochowany 4 stycznia 1569 roku w St Sepulchre-without-Newgate w Londynie.

## Spuścizna pisarska

### Toksofilos
Toksofilos był najwcześniejszym dziełem Aschama i bazował na jego zainteresowaniu łucznictwem. W książce Ascham przedstawił znaczenie strzelania z łuku w kulturze Anglii oraz w edukacji i wychowaniu, a także na wojnie.
Poprzez swoją pracę Ascham chciał uczyć łucznictwa, a jednocześnie przedstawić utwór literacki napisany w pełni po angielsku, z odpowiednim słownictwem, bez makaronizmów. W dziele Ascham krytykował innych angielskich autorów za używanie obcych terminów w swoich publikacjach. Przed publikacją Toksofilosa, wypierane przez broń palną łuki w dużej mierze popadały w zapomnienie wśród Anglików, ale Ascham przedstawiając łucznictwo jako rozrywkę i metodę wychowania, przyczynił się do odnowienia zainteresowania tą dziedziną.
Książka została wydana za życia autora w roku 1545, a po jego śmierci w latach 1571 i 1589 (w obu tych wydaniach przeszła pewną redakcję). Kolejne, późniejsze edycje, z lat 1761 oraz 1788, zostały zainicjowane i ufundowane przez Society of Royal British Bowmen, w oparciu o wydanie z 1571 roku. Natomiast wszystkie kolejne wznowienia pracy Aschama, włączając uwspółcześnioną w ramach The Whole Works of Roger Ascham pod redakcją Johna Allena Gilesa, wydanie z roku 1869 pod redakcją Edwarda Arebra i z 1904 roku pod redakcją Williama Wrighta, bazują na pierwszej edycji. W kolejnych latach ukazywały się rozmaite  przedruki tych wydań.

### The Scholemaster
Ascham rozpoczął pracę nad The Scholemaster w 1563 roku. Opublikowano ją już po jego śmierci w 1570 roku i stała podstawą późniejszej reputacji autora jako teoretyka dydaktyzmu. Jak Ascham podaje w przedmowie do książki, Richard Sackville powiedział mu, że „głupi nauczyciel” przez swoją brutalność sprawił, ku jego wielkiej stracie, że  znienawidził on naukę. Ponieważ miał teraz młodego syna, którego chciał wyuczyć, zaproponował, że jeśli Ascham wskaże nauczyciela, to on zapłaci za edukację synów pod kierunkiem Aschama i zaprosił go do napisania traktatu o „właściwym porządku nauczania”. W rezultacie powstał The Scholemaster.
Książka nie jest to ogólnym traktatem o metodach edukacyjnych i nie była przeznaczona dla szkół, ale „specjalnie przygotowana do prywatnego wychowania młodzieży w domach panów i szlachty” i koncentruje się na nauczaniu łaciny. Opowiadała się za „podwójnym tłumaczeniem książki wzorcowej”, a zalecaną książką były listy Cycerona w redakcji Sturma. Sama metoda nie była nowa. Zawarty w książce apel o łagodność i perswazję, zamiast przymusu w szkołach, był znany ówczesnym i praktykowany oraz szerzony w tym czasie.
Dwukrotnie (1571 i 1589) The Scholemaster został przedrukowany, a ponownie wydawany po przeredagowaniach w latach: 1711 i 1743 (przez Jamesa Uptona), 1863 (przez Johna Eytona Bickerstetha Mayora) i 1870 (przez Edwarda Arbera).

### Listy
Listy Aschama zostały zebrane i opublikowane w 1576 roku i doczekały się kilku wydań, m.in. w Norymberdze w 1611 roku, a pod innym tytułem przez Williama Elstoba w 1703 roku.

### Pozostałe
Ascham otrzymał od Edwarda Lee, ówczesnego arcybiskupa Yorku, rentę w wysokości 2 funtów, w zamian za co przetłumaczył Commentaries on the Pauline Epistles  Ekumeniusza. Ale wyczuwając herezję w pewnym fragmencie odnoszącym się do małżeństwa duchownych, arcybiskup odesłał dzieło z powrotem.
Report and Discourse of the Affairs and State of Germany 1553 został opublikowany przez Johna Daye’a w 1570 roku. Angielskie prace Aschama z jego życiorysem autorstwa Samuela Johnsona zostały zredagowane przez Jamesa Bennetta i wydane w roku 1771 (przedrukowane w 1815). W latach 1864–1865 John Allen Giles opublikował w 4 tomach wybrane listy.

## Upamiętnienie
Od jego imienia wzięła nazwę szafka na łuki, ascham cabinet lub krócej ascham.
Imieniem Aschama nazwano między innymi Ascham School w Sydney, w Australii oraz Roger Ascham Primary School w Walthamstow w Londynie, w Anglii.